# Isla Mornington
L'isola Mornington, che fa parte e dà il nome all'arcipelago omonimo, si trova nel Cile meridionale, nell'oceano Pacifico. Appartiene alla regione di Magellano e dell'Antartide Cilena, alla provincia di Última Esperanza e al comune di Natales.
Per circa 6 000 anni le coste di queste isole erano abitate dal popolo Kaweshkar. All'inizio del XXI secolo, la popolazione si era praticamente estinta decimata dai colonizzatori.

## Geografia
L'isola Mornington, si trova a sud-ovest dell'isola Wellington, da cui la separa il canale Picton. A nord si trova l'isola Taggart; a sud il canale Trinidad la separa dall'arcipelago Madre de Dios, mentre ad ovest si affaccia sull'oceano Pacifico. L'isola è di forma irregolare e misura 22,5 miglia di lunghezza per 14 di larghezza; ha una superficie di 528,8 km². L'altezza massima è quella del monte Nares (722 m).
Alcune piccole isole si trovano lungo la costa nord di Mornington:
- Islas Toro (49°34′33″S 75°32′14″W),
- Isla Troncoso (49°34′06″S 75°29′44″W),
- Isla Zabala (49°34′42″S 75°28′25″W),
- Isla García(49°34′12″S 75°27′29″W).